# 페린부리고래
페린부리고래(Perrin's beaked whale, Mesoplodon perrini)는 가장 최근에 기술된 이빨부리고래이다. 1975년 캘리포니아주 해안에 좌초한 고래로부터 2개의 표본을 처음 발견했으며, 1978년과 1979년에 2점 그리고 1997년 9월에 마지막으로 수집했다. 가장 마지막에 수집한 표본은 퀴비에부리고래의 새끼로 추정했으며, 나머지는 처음에 헥토르부리고래로 인식했다.

## 같이 보기
- 고래류의 종 목록